# Chozeau
Chozeau é uma comuna francesa na região administrativa de Auvérnia-Ródano-Alpes, no departamento de Isère. Estende-se por uma área de 8,2 km². Em 2010 a comuna tinha 1 078 habitantes (densidade: 131,5 hab./km²).